# Lê Dực
Lê Dực là hữu thị lang bộ Lại thời Lê sơ, đỗ đồng tiến sĩ năm Cảnh Thống.

## Thân thế
Lê Dực là người Đại Định, huyện Thanh Oai (Hà Nội).

## Sự nghiệp
Ông đậu đồng tiến sĩ khoa Canh Tuất thời Cảnh Thống.
Đến năm Hồng Thuận Bính Tý 1516, khi đánh Trần Cao, ông được Lê Chiêu Tông sai làm tán lý dinh Sơn Nam và lấy lại được kinh thành, về sau ông làm đến Lại bộ hữu thị lang. Ông đi ẩn khi nhà Mạc giành ngôi nhà Lê sơ.

## Nhận định
Trong Lịch triều hiến chương loại chí, thuộc Nhân vật chí, Phan Huy Chú có viết một mục về ông tại phần "Bề tôi tiết nghĩa".